# Joan Roberts
Joan Roberts (15 de julio de 1918 - 13 de agosto de 2012) fue una actriz estadounidense, famosa por caracterizar el papel de Laurey en la producción original de Oklahoma! en Broadway en 1943.

## Carrera
Roberts inicialmente audicionó para el papel de Ado Annie en la producción original de Oklahoma! en Broadway (que finalmente fue otorgado a Celeste Holm), pero el libretista del espectáculo, Oscar Hammerstein II, le dio un papel como Laurey, la protagonista femenina. Formó parte de los cuatro miembros del reparto original de la producción de 1943 en la noche de apertura de Oklahoma!, junto con George S. Irving, Marc Platt (bailarín) y Bambi Linn.
Roberts posteriormente interpretó el papel de Sara Longstreet en los musicales High Button Shoes de Broadway.
Estuvo jubilada durante muchos años en Long Island, Nueva York, cuando apareció como Heidi Schiller en Broadway en el año 2001, por el renacimiento de la obra Follies de Stephen Sondheim. Con los años, Roberts ha sido vista en documentales sobre Oscar Hamerstien II, George Abbott y en la película Broadway: The Golden Age, by the Legends Who Were There.
El 13 de agosto de 2012, Roberts murió por causa de una insuficiencia cardíaca congestiva, según su hijo Jack Donlon.

## Escena
- Sunny River - 1941-1942
- Oklahoma! - 1943-1945
- Marinka - 1945
- Are You With It? - 1945-1946
- High Button Shoes - 1947-1949 (precedida por Nanette Fabray)
- Follies - 2001

## Películas
- The Model and the Marriage Broker (1951)
- Lovely to Look at (1952)